# Calycanthus brockianus
Calycanthus brockianus är en tvåhjärtbladig växtart som beskrevs av Ferry & Ferry f.. Calycanthus brockianus ingår i släktet Calycanthus och familjen Calycanthaceae. Inga underarter finns listade i Catalogue of Life.